# Lądowisko Chorzów-Park
Lądowisko Chorzów-Park – śmigłowcowe lądowisko sanitarne w Chorzowie, w województwie śląskim, położone przy Alei Klonowej w Wojewódzkim Parku Kultury i Wypoczynku. Przeznaczone jest do wykonywania startów i lądowań śmigłowców sanitarnych i ratowniczych w dzień i w nocy o dopuszczalnej masie startowej do 5700 kg.
Zarządzającym lądowiskiem jest Chorzowskie Centrum Pediatrii i Onkologii im. dr. Edwarda Hankego Samodzielny Publiczny Zakład Opieki Zdrowotnej przy ul. Truchana 7, oddalone o ok. 4 km od lądowiska. W roku 2013 zostało wpisane do ewidencji lądowisk Urzędu Lotnictwa Cywilnego pod numerem 250